# 弗朗茨·瓦格纳 (足球运动员)
弗朗茨·瓦格纳（德語：Franz Wagner，1911年9月23日—1974年12月8日），奥地利、德国男子足球运动员，场上位置是中场，1938年加入德国国家队。他曾代表奥地利、德国参加1934年和1938年国际足联世界杯。